# Яніс Бласвіх
Яніс Бласвіх (нім. Janis Blaswich, нар. 2 травня 1991, Вілліх) — німецький футболіст, воротар клубу «РБ Лейпциг». На правах оренди виступає за «Ред Булл» (Зальцбург).

## Ігрова кар'єра
Народився 2 травня 1991 року в місті Вілліх. Вихованець футбольної школи клубу «Боруссія» (Менхенгладбах).
У дорослому футболі дебютував 2009 року виступами за другу команду клубу, в якій провів шість сезонів, взявши участь у 125 матчах чемпіонату. Був основним голкіпером другої команди, але до головної команди клубу так і не пробився.
Натомість 2015 року перейшов на правах оренди до «Динамо» (Дрезден), а протягом 2017—2018 років також як орендований гравець грав за «Ганзу».
2018 року перейшов до нідерландського «Гераклеса» (Алмело), де був основним воротарем протягом чотирьох сезонів.
Влітку 2022 року повернувся на батьківщину, приєднавшись до клубу «РБ Лейпциг», де став дублером угорського голкіпера Петера Гулачі. У жовтні 2022 року Гулачі порвав хрестоподібну зв'язку в грі Ліги чемпіонів проти «Селтіка», завдяки чому Бласвіх дебютував у тій грі за клуб і допоміг йому виграти Кубок Німеччини, зігравши в тому числі у фіналі проти «Айнтрахту» (2:0), зберігши ворота «на замку». Так само Яніс не пропустив і у матчі за Суперкубка Німеччини проти «Баварії», принісши своїй команді і цей трофей. Він залишався основним воротарем Лейпцига до початку лютого 2024 року, навіть після відновлення Гулачі, завдяки чому його контракт був продовжений до середини 2026 року. Після цього Гулачі знову зайняв місце в основі, а Бласвіху довелося перейти на лавку запасних. Через це влітку 2024 року його було віддано в оренду до австрійського «Ред Булла» (Зальцбург).

## Титули і досягнення
- Володар Кубка Німеччини (1):

«РБ Лейпциг»: 2022–23
- Володар Суперкубка Німеччини (1):

«РБ Лейпциг»: 2023